# Teen Titans Go!
Teen Titans Go! (Los Jóvenes Titanes en Acción! en Hispanoamérica) es una historieta en formato comic book de 55 volúmenes publicada por DC Comics. La historieta se basa en la serie de dibujos animados Teen Titans trasmitido en el 2003 por la cadena de televisión Cartoon Network que a su vez se inspira en el equipo de superhéroes Titanes que participó en la década de 1980. La serie fue escrita y dibujada por los historietistas J. Torres, Todd Nauck, Adam Beechen, Stucker Larry que fueron los artistas regulares.

## Estilo
La mayoría eran historias en gran medida completas, e incluían una serie de personajes fuera del grupo central de Robin, Raven, Starfire, Beast Boy y Cyborg. Dado que las restricciones de licencia en personajes de DC Comics son diferentes a los de la serie, J. Torres fue capaz de incluir caracteres, como Wonder Girl entre otros, que no tenían licencia para la televisión. Cada edición contiene adivinanzas, bromas y chistes jugados por la versión Chibi de los personajes fuera de los márgenes de página.
La serie fue escrita para atraer a un público de todas las edades, que incluía a los niños preadolescentes, el público principal de la serie de televisión. Sin embargo, en relación con el público objetivo de la historieta, J. Torres señala que

...Al igual que con el programa, que comenzó para un público mucho más joven... pero en el camino, creo que los productores descubrieron que llegaría a un público más amplio... El programa se metió en algunas historias más oscuras e introdujeron muchos más personajes, por lo que se amplió, y dejamos que el programa evolucione con el público, que es lo que intentamos hacer con el cómic.
J. Torres

## Continuidad con la serie de animación
Si bien en el cómic las historias transcurren de manera independiente, sus problemas se hacen para no contradecir los eventos establecidos en la serie animada. A menudo, Teen Titans Go! también hace referencia a episodios de la serie, así como la ampliación de las historias de la serie.
Ejemplos de esto son:
- Jinx es mostrada varias veces como una titán molesta ya que no poseía un comunicador, pero en el # 40 recibe un comunicador convirtiéndose oficialmente en Titan (la única razón por la que Jinx no recibió uno fue que Robin se había quedado sin ellos durante la batalla con la Hermandad del Mal).
- En un cómic, Raven tiene una espinilla, que resulta ser Trigon que es fácilmente derrotado.
- Comics # 11 y # 12 se producen durante el tiempo de Terra con el grupo, ampliando un flashback de "Repercusiones pt. II".
- Otro ejemplo es con la aparición de Wonder Girl en los cómics. Su aparición se referiría a cameos que hizo en la temporada 5 de la serie.
- Terra, o una estudiante que se ve exactamente como ella, aparece en un cameo en el # 34, su historia de fondo y la de su hermano Geo-Force se explora en el # 51. También hace un cameo en el # 39 como una muñeca (traje T) y en una broma como la colegiala.
- En varios números los autores han puesto al chico gótico de la discoteca que hablaba con Raven en el episodio "Hermanas".

1. En el # 16 ("La Bella y La ñu").
2. En el# 19 como el baterista de la banda de Johnny Rancid.
3. En el # 42 se revela que trabaja en una galería, donde lleva una etiqueta con su nombre marcado "GOTH BOY". En el número 42 cuando las emociones de Raven andan sueltas en la ciudad, la emoción púrpura que representa el amor / coquetea con lujuria al gótico, mientras que él está trabajando, avergonzándolo delante de los miembros de esta.

Además, J Torres menciona en el cómic # 34 que no todas las historias se fijarán en el momento actual. Algunos incluso se colocan durante la primera temporada. Un ejemplo de esto es la primera historia en el # 40, que muestra a Jinx como parte de la colmena.
La serie de historietas Teen Titans Go! Se ha adentrado en el origen de algunos de sus personajes más importantes:
- # 45 - el origen de Beast Boy y Cyborg.
- # 46 - origen de Starfire.
- # 47 - origen de Robin.
- # 51 - origen de Terra.

## Guía de Números
| N.º | Título                                          | Héroes invitados | Villanos |
| --- | ----------------------------------------------- | --- | --- |
| 1 | Demo                                            | Ninguno | Jinx, Gizmo, Mammoth, Slade, HIVE Headmistress |
| Gizmo ha creado una manera de estudiar las capacidades de los Titanes y los puntos débiles a través de un juego de lucha en línea. Ahora Gizmo, Jinx y Mammoth pueden utilizar lo que aprendieron en la batalla. |                                                 | | |
| 2 | The Beast Boy Who Cried Wolf                    | Ninguno | Gordanians |
| Las bromas constantes de Chico Bestia han enfurecido a los otros Titanes. Cuando Starfire es perseguido por los Gordanianos, nadie le cree a Chico Bestia cuando dice que su compañero de equipo está en problemas. |                                                 | | |
| 3 | Lame                                            | Sarah Simms | Cinderblock |
| Aun siendo un héroe, Cyborg tiene muchos problemas con los aficionados de los Titanes: lo consideran muy "freaky" y "aterrador". Esto cambia cuando conoce a Sara, una voluntaria que se ocupa de los niños deficientes. Dibujante: Tim Smith III |                                                 | | |
| 4 | My Crummy Valentine                             | Goth boy | Puppet King |
| Es el Día de San Valentín, por lo que Cyborg y Chico Bestia alientan a Robin a invitar a Starfire a una cita, sólo para mostrarle el "verdadero significado" de este día. Sin embargo, el Rey Marionetista tiene la intención de algo para esta fecha. Dibujante: John McCrea, entintador: James Hodgkins. |                                                 | | |
| 5 | Monster Zit                                     | Ninguno | Trigon (No el verdadero Trigon, sino una manifestación de Raven enojada.) |
| Raven tiene un grano, y todos los Titanes (especialmente Chico Bestia) quieren hacerlo estallar de alguna manera. Pero como la ira de Raven crece con la búsqueda, el grano también crece, y crece, y crece ... |                                                 | | |
| 6 | Storm                                           | Thunder & Lightning | Ninguno |
| Trueno y Rayo comienzan una pelea sobre la ciudad. Sus poderes están rompiendo todo y crean tumulto. Lo que es peor, los Titanes, en lugar de parar la pelea, terminan uniéndoseles. |                                                 | | |
| 7 | How You Play the Game                           | Ninguno | Blackfire |
| Blackfire regresa a la Tierra para hacer las paces con Starfire, y su desafío a una carrera fácil en toda la ciudad. Los Titanes otros no confían en Blackfire, por lo que seguirá de cerca esta carrera. |                                                 | | |
| 8 | Naked City                                      | Ninguno | Mad Mod |
| Demente Mod, disfrazado de estilista, le dio algo de ropa a los héroes. Esta ropa hipnotizar a quien las lleva. Todos los ciudadanos también compran ropa del Demente Mod, debido a la popularidad de los Titanes con ellos. Primera obra de Adam Beechen como guionista, Erik Vedder como dibujante y entintador en M3th como un problema. |                                                 | | |
| 9 | War Machine                                     | Fixit | Jinx (cameo), Mammoth (cameo), Gizmo |
| Gizmo se convierte en un oponente difícil para los Titanes, a causa de su tecnología robada. Por lo tanto, Cyborg pide ayuda a Fixit y sus actualizaciones. Sin embargo, cuando Gizmo construye un robot gigante, sólo el "Titanes Go-Bot 5" puede ayudar. |                                                 | | |
| 10 | Finding Nero                                    | Aqualad, Terra (cameo), Speedy (cameo), Gill Girl | Ninguno |
| Una extraña criatura acuática está asustando a la gente en la bahía de Jump City y busca algo. Sin embargo, lo único que Starfire y Raven está pensando en el momento es "¿Aqualad tiene una novia?" |                                                 | | |
| 11 | Countdown                                       | Terra | Slade and minions |
| Antes de los acontecimientos de "Traición", Terra ya se ganó la confianza de los Titanes, hasta que ella supuestamente es secuestrada por Slade. Como los fanes deben saber, es sólo una trampa. Nota Primera edición con una columna de cartas. |                                                 | | |
| 12 | Magic & Misdirection                            | Terra | Mumbo |
| Mumbo quiere hacer sus robos sin interferencia de los Titanes. Así, hace magia y muchos trucos para mantenerlos ocupados. (El final de esta aventura se muestra como un flashback en "Repercusiones pt 2") |                                                 | | |
| 13 | What Time Is it, Mr. Wolf?                      | Mr. Wolf, Goth boy, Sarah Simms | Mr. Wolf (werewolf) |
| Un hombre enfermo llamado Mr. Wolf pide ayuda a los Titanes: un lugar para quedarse en la noche de luna llena el Halloween, porque parece que ellos son los únicos que pueden ... manejar su enfermedad. Chico Bestia fue elegido para velar por él. |                                                 | | |
| 14 | If You Can't Beat 'Em...                        | Speedy | Plasmus |
| Veloz parece ayudar a los Titanes contra Plasmus. Pero Plasmus se convierte en montón de lodos tóxicos, y es más peligroso: ahora, cuando está dañado, sus partes se convierten en monstruos menores. |                                                 | | |
| 15 | Pop Quiz                                        | Ninguno | Kitten, Kwiz Kid, Killer Moth |
| Un nuevo villano llamado Kwiz Kid ha secuestrado a Minina. Para encontrarlos, Robin tiene que buscar pistas y acertijos varios extendidos en toda la ciudad. |                                                 | | |
| 16 | Beauty & the Wildebeest                         | Wildebeest, Goth Boy (chibi), Fixit (chibi), Terra (chibi), Thunder & Lightning (chibis) | Rock, Paper, Scissors, H.I.V.E. Headmistress |
| Caminando en el centro comercial, Starfire se encuentra un niño, aparentemente perdido y solo. Ellos no saben que son seguidos de tres nuevos villanos. Si bien, estos tres tampoco conocen este niño. Dibujante: Mike Horton. |                                                 | | |
| 17 | Anger Management                                | Hot Spot | Adonis |
| Hot Spot necesita controlar su temperamento enojado, por lo que los Titanes tratar muchas maneras de conseguirlo. (La historia es específicamente después del episodio de "La Bestia Interna".) |                                                 | | |
| 18 | When Chibis Attack                              | Larry, Tween Titans, Chibis de Thunder & Lightning. | Cardiaco, Chibis de Slade, Jinx, Gizmo, Mammoth, Demente Mod, Blackfire, Cinderblock, Polilla Asesina, Minina, Kwiz Kid, Gordanianos, Comandos de Slade, Rey Marionetista, Plasmus, y Mumbo                                                                                       |
| De repente, chibis de los Titanes aparecen sin explicación. ¿Quién tiene la culpa es de Larry y su alergia: cuando estaba leyendo su libro de historietas (Teen Titans Go, tal vez ...), que estornudó y los personajes salieron de la misma. NOTA: J. Torres y Todd Nauck aparecen en la última página de la historia, en el mundo "real", y los tres creadores regulares aparecen como chibis.... |                                                 | | |
| 19 | Song of the Dead                                | Goth boy | The Agent, Johnny Rancid |
| Alguien le dio a Johnny Rancid lo que pidió: cantar en una banda de rock. Sin embargo, en cada lugar que hace que un concierto, aparecen zombis comecerebros. |                                                 | | |
| 20 | Secret Moves                                    | Bumblebee, Mas Y Menos, Aqualad, Speedy, Sarah Simms (chibi), Terra (actually, just a game character). | Atlas, Jinx, Gizmo, Mammoth (cameo), Blackfire (actually, just a game character). |
| Atlas aparece en el juego de lucha en línea para desafiar a Cyborg de nuevo. El plan succiona a Cy hacia juego. Sin embargo, que los que "entran" en ese son Starfire, Raven y otras chicas. |                                                 | | |
| 21 | ...Garsaurus REX!                               | Bumblebee, Aqualad, Más Y Menos, Speedy | Professor Chang, Garsaurus Rex, Slade (cameo), Brother Blood (cameo), Phobia (cameo), Control Freak (cameo), Kwiz Kid (cameo), The Brain (cameo), Giant Eyeball (cameo) |
| El profesor Chang crea un arma que causa transformaciones en sus objetivos. El resultado es la creación de un gran monstruo que está destruyendo toda la ciudad. |                                                 | | |
| 22 | The Book/Listen                                 | Verdadero Maestro | Slade |
| El primer número con dos historias. The Book: Raven le presta a los Titanes su libro más terrorífico. Sin embargo, ella no quiere que se lo muestren a Chico Bestia, porque es muy temeroso. Luego, Chico Bestia decide "tomar prestado" el libro y escaparse. Dibujante: Sean Galloway 'Listen: Robin está entrenando con el verdadero Maestro cuando es atacado por un comando de robots disfrazados de monjes. Slade aparece para pelear! Dibujante: Khary Randolph. |                                                 | | |
| 23 | Knockoff!                                       | Ninguno | Red X (y sus robots), Control Fenómeno |
| Red X vuelve a aparecer en la ciudad, pero parece que puede ser en muchos lugares al mismo tiempo ahora. Además, sus robos nuevos son muy extraños. Entonces, tal vez no es Red X. |                                                 | | |
| 24 | Power Failure                                   | Speedy (chibi), Aqualad (chibi) | Katarou, Maestro de Juegos |
| Katarou encuentra la piedra utilizada por el Maestro de Juegos y trata de utilizarlo para absorber los poderes de otros guerreros. En la batalla, la gema se rompe y cambia los poderes de los Titanes. Ahora, tienen que aprender con los demás poderes. |                                                 | | |
| 25 | Secret Santa                                    | Mr. Wolf (#13), Titanes Este (via satellite TV) | Billy Numerous |
| Durante la Navidad, los Titanes necesitan detener a Billy numerous. Después de resolverlo, los héroes se remontan a la Torre y al intercambio de regalos en un "Santa secreto". |                                                 | | |
| 26 | Call of the Wild                                | Ninguno | The HIVE Five (Jinx, Gizmo, Mammoth, See-More, y Private HIVE) |
| Chico Bestia es invitado a participar en una película llamada "Jungle Boy". Mientras que él está ocupado con escenas y grabaciones, los otros Titanes tienen la necesidad de detener a Private HIVE. |                                                 | | |
| 27 | Love is a Battlefield                           | Sarah Simms, Aqualad (chibi), Gill Girl (chibi), Goth boy (chibi), Más y Menos (chibis) | Jinx, Overload, Kwiz Kid (chibi), Minina(chibi) |
| Durante una batalla, Overload se esconde dentro del cuerpo de Cyborg, dejándolo "desenchufado". En esta condición, Cy tiene que ir a una cita con Sara, pero Jinx (llena de celos) va a hacer todo para detener esto. |                                                 | | |
| 28 | Surprises                                       | Mento, Elasti-Girl, Robotman, Negative Man | Madame Rouge (cameo), Animal-Vegetable-Mineral Man |
| Es el cumpleaños de Chico Bestia, y los Titanes y la Patrulla Condenada están haciendo una fiesta sorpresa. Mientras se preparan, los Titanes y los lectores escuchar algunas historias sobre el niño verde. Notas: la primera aparición de la Patrulla Condenada en el Universo DC. |                                                 | | |
| 29 | Night Time                                      | Nightwing, Raven blanca (cameo), antiguo Chico Bestia (cameo), antiguo Cyborg | Warp |
| En una secuela del episodio "¿Cuánto tiempo es para siempre?", Nightwing viaja de regreso al tiempo de los Titanes para enderezar la intromisión de Warp con el pasado de Robin. |                                                 | | |
| 30 | Slings & Arrows/The Battery                     | Speedy, Aqualad (Slings & Arrows) | Trident (Slings & Arrows); Dr. Light, Professor Chang (The Battery) |
| Slings & Arrows: Aqualad and Speedy fight Trident and his mind-controlled squid. The Battery: Dr. Light tries to steal Cyborg's battery. |                                                 | | |
| 31 | Who Wants Pie?                                  | Bumblebee, Aqualad (chibi), Lightning (chibi), Más Y Menos (chibi), Kid Flash (chibi) | Mother Mae-Eye, Brain, Slade (chibi), Control Freak (chibi), Killer Moth (chibi), Mumbo (chibi), Atlas (chibi) |
| Cyborg, Beast Boy and Starfire are all contestants on "Who Wants Pie?", the new game show sensation. If the Titans want to get out alive and out of the host's control, they'll have to solve a bunch of puzzles and brain-teasers. NOTE: Although Jinx had become a hero by this point, her name is listed amongst the villains'. |                                                 | | |
| 32 | Arena                                           | Kole, Gnarrk, Pantha, Herald, Tramm, Aqualad | The Lanista, General Immortus, Private HIVE |
| One Titan after another is being kidnapped and forced to fight Private HIVE, in training as a gladiator. |                                                 | | |
| 33 | The Strangest Sports Story Ever Told            | Bumblebee, Aqualad, Speedy, Más Y Menos, Fixit, Jinx (chibi) | Atlas, Control Freak, Plasmus, a Slade Commando, Mumbo, Puppet King, Captain Pegleg Jack, Killer Moth, Steamroller, Mother Mae-Eye (chibi), The Brain (cameo), Monsieur Mallah (cameo)                                                                                            |
| An all-villain team challenges the Titans to a very unfriendly game of baseball, with the safety of Jump City at stake. |                                                 | | |
| 34 | The Great Race                                  | Jinx, Kid Flash, Speedy, Aqualad, Argent, Más Y Menos, Schoolgirl (Terra; cameo), Bumblebee, Bushido, Doom Patrol, Wonder Girl (cameo) | Cheshire, Punk Rocket, Ding Dong Daddy (cameo) |
| Kid Flash challenges Más y Menos to a race around the world as a charity fundraiser, but they have to get through both villains and groupies to reach the finish line. |                                                 | | |
| 35 | Enemy of My Enemy                               | None | Private HIVE, General Immortus, Slade's commandos, and cameo appearances for Brother Blood, Hive Wrestler, Gizmo, Mammoth, Jinx, & See-More |
| In a follow-up to issue 22, Private HIVE has been casted out of the Lanista's arena in disgrace. General Immortus recruits him for an assault on Titans Tower. |                                                 | | |
| 36 | Troy                                            | Wonder Girl (primera aparición), Speedy, Aqualad, Kid Flash, Jinx, Pantha, Kole, Argent, Bumblebee, y apariciones cortas de Más Y Menos, Gnarrk, Herald, Thunder & Lightning | Blackfire, Gordanians |
| The Titans race to stop the Gordanians from kidnapping all of the world's female heroes to sell them into slavery. |                                                 | | |
| 37 | Winterlude (includes a story from sparktop.org) | Sara Hunter (Story from Sparktop) | Mumbo |
| TBA |                                                 | | |
| 38 | It's a Mod, Mod, Mod, Mod World                 | None | Mad Mod |
| TBA |                                                 | | |
| 39 | Stupid Cupid                                    | Wonder Girl, Jinx, Sarah Simms, Más Y Menos, Pantha, Wildebeest, Kid Flash, Argent, Bumblebee, Herald, Speedy, Larry | Kitten, Andre Le Blanc, Cheshire, Monseuir Mallah (chibi) |
| This story is specifically set after the DTV Teen Titans: Trouble in Tokyo where Larry takes it upon himself to play matchmaker and pairing up couples that he thinks should be together. This remarks how annoying 'shipping' is to the writers. |                                                 | | |
| 40 | Nearly Nabbed Me/Lightning in a Bottle          | Thunder & Lightning (Lightning in a Bottle) | The HIVE Five: Jinx (before reformation), Gizmo, Mammoth, Kyd Wykkyd (actually Raven in disguise), Billy Numerous, (Nearly Nabbed Me); Professor Chang (Lightning in a Bottle) |
| Nerly Nabbed Me: The HIVE Five tell each other stories of how they barely escaped the Titans. Lightning in a Bottle: Professor Chang tries to capture Lightning and sell him as a genie. |                                                 | | |
| 41 | Bad Girls                                       | Titans East, Argent, Jericho, Red Star, Wonder Girl | Mad Maud, Pink X, Joy Stick, Marionette, Daughter Blood (all of whom are actually Kitten in disguise), Killer Moth |
| New female villains are suddenly causing chaos all over the world, with each claiming to be the daughter of one of the Titans' enemies. |                                                 | | |
| 42 | Pieces of Me                                    | Jericho, Melvin, Timmy, Teether, Raven Emoticlones | Red Raven, XL Terrestrial |
| An accident causes Raven's personality to split into the "Emoticlones" seen in the TV episode "Nevermore." As they run wild through Jump City, it falls to Beast Boy and Jericho to help round them up and put Raven back together. |                                                 | | |
| 43 | The Fearsome Five                               | Jinx, Kid Flash | The Fearsome Five (including Psimon, Dr. Light, Jinx (undercover for the Titans), Gizmo, Mammoth, Cinderblock, Private HIVE, Angel, XL Terrestrial, See-More, Billy Numerous, Kyd Wykkyd, The HIVE Wrestler, Rock, Paper, Scissors, Control Freak, Steamroller, Adonis, Kwiz Kid) |
| Psimon holds tryouts to assemble a new team of villains that can take the Titans down. Jinx officially gets a Titans Communicator. |                                                 | | |
| 44 | Red Raven                                       | Arella | Red Raven, Kitten, Killer Moth |
| Raven has been a bit too cheerful since the end of #42. The part of her that represents Trigon's evil is still on the loose. Like it or not, she has to re-integrate that facet back into her mind if she wants to be herself again. |                                                 | | |
| 45 | Biography of a Beast Boy/Cyborg's Story         | Cyborg's and Beast Boy's parents, Doom Patrol, Justice League (including Superman, Wonder Woman, Batman, Flash, Zatanna, Shayera Hol (Hawkgirl), Supergirl, Martian Manhunter, Green Lantern, Aquaman, Black Canary, Captain Atom, Atom, Mary Marvel), Sarah Simms                                                                   | Stone (flashback to "Deception"), Jinx (flashback took place during "Deception"), Cinderblock (flashback took during place "Lame") |
| Origins revealed for Beast Boy and Cyborg. |                                                 | | |
| 46 | Wildfire                                        | Wonder Girl, Jinx, Kid Flash, Red Star, Galfore, Starfire's parents, Wildfire (only in flashbacks) | Blackfire, Wildfire (Actually Madame Rouge), Gordanian army |
| Starfire's origin are revealed. Starfire's long-lost brother comes to Earth for a visit, but his strange behavior turns the family reunion into a free-for-all. |                                                 | | |
| 47 | Regarding Robin/One Morning                     | Batman, The Flying Graysons (brief flashback) | Gizmo |
| Regarding Robin: Batman checks up on Robin from a distance to see how his life is going. One Morning: Raven and Starfire start the morning and deal with the latest crime spree in very different ways. |                                                 | | |
| 48 | Wrong Place, Wrong Time                         | Herald, Brotherhood of Justice: Dr. Light, Mammoth, Madame Rouge, and Psimon. Teen Titans I:Wonder Girl (Donna Troy), Kid Flash (Wally West), Robin (Dick Grayson), Aqualad (Garth), and Speedy (Roy Harper). Team Titans: Killowat (Charlie Watkins), Mirage (Miriam Delgado), "Nightwing" (Dagon) and Battalion (Alexander Lyons). | Teen Tyrants: Red Robin, Tempest (Aqualad), Red Raven, Arsenal (Speedy), and Blackfire (Komand'r). |
| Killowat (incorrectly spelled as "Kilowatt" throughout) is accidentally pulled through a time portal that leaves him stranded in the present, and the Titans must find a way to return him to the future. Raven and Herald open an interdimensional portal and the Titans have to find which alternate world to send him to. One reality is ruled by the Teen Tyrants, their evil alternate counterparts, and opposed by the Brotherhood of Justice, the good alternate counterparts to the Brotherhood of Evil. Notes Blackfire is actually Gemini, working undercover for the Brotherhood of Justice. Red Raven is drawn to resemble Jinx; she has the same pink hair, gray skin, and specific facial markings. She often refers to Evil Robin as "Lover". Psimon is shown sporting a cybernetic faceguard resembling that of Brainiac. "Nightwing" is based on Team Titans member Nightrider (Dagon) rather than Nightwing (Dick Grayson). The Teen Tyrants versions of Aqualad and Speedy are costumed and armed as their adult selves Tempest and Arsenal. The Titans see a host of alternate Titans teams in their travels. Among them are a Chibi-version of the Titans, a Furry-version of the Titans, the Team Titans, and the original Teen Titans. |                                                 | | |
| 49 | Legacy                                          | Aqualad, Tramm, Kid Flash, Jinx | Wintergreen, Professor Chang, Gizmo, Mammoth, Ravager (Rose Wilson) |
| The Ravager arrives in Jump City to take over the estate of her father (Slade) and carry on his vendetta against the Titans. NOTE: The Ravager wears a hood with the left eye covered, reflecting the one she gouged out in DC continuity. However, she eventually removes it to reveal two healthy eyes. |                                                 | | |
| 50 | Graduation Day                                  | Bumblebee, Aqualad, Speedy, Kid Flash, Argent, Jericho, Kole, Gnarrk, Herald, Wonder Girl, Red Star, Lightning, Thunder, Bushido, Hot Spot, Wildbest, Jinx and Silkie | Private HIVE (now Sergeant HIVE), Jinx, Gizmo Mammoth, See-More (all in flashback), General Immortus, Army Brats |
| A continuation of #32 and #35, and the introduction of the Titans' worldwide training program. Having been abandoned by both the Lanista and General Immortus, Private HIVE gives himself a promotion and trains a new squad of supervillains as his foot soldiers. |                                                 | | |
| 51 | Metamorphosis                                   | Terra, Geo-Force | General Immortus, Slade |
| Origins of Terra and Geo-Force. Terra's brother Geo-Force storms into Jump City looking for her, but is surprised to learn of the events surrounding her time with the Titans. |                                                 | | |
| 52 | Dial H for Hero                                 | Robby Reed (alias Changeling, Power Boy, Lagoon Boy, Jesse Quick) | Punk Rocket, Billy Numerous |
| New heroes start popping up all over Jump City at the same time that the Titans' own powers begin to fail them. |                                                 | | |
| 53 | Wacky Wednesday/Hot & Cold                      | Doom Patrol, Kid Flash, Jinx | Kid Kold, Ice Kate |
| Wacky Wednesday: Mento and Beast Boy recall an incident in which they traded bodies. Hot & Cold: Kid Flash and Jinx run into a pair of villains, one of whom used to be Jinx's boyfriend. NOTES Beast Boy's full name is given as Garfield Mark Logan. |                                                 | | |
| 54 | Makes You Wonder                                | Pantha, Bumblebee, Aqualad, Wonder Girl (Cassie Sandsmark) | Trident |
| An ambitious high school student is determined to prove herself as a worthy partner for Wonder Woman, even if she has to go right through Wonder Girl to do it. |                                                 | | |
| 55 | When There's Trouble...                         | Melvin, Soldier Boy, Soldier Girl, Protector, Fixit, Cassie Sandsmark, Doom Patrol, Flamebird, Mirage (in the Titans' dreams) | Mr. Wolf, Gordanians, Blackfire (in the Titans' dreams), Phobia, Brain, Monsieur Mallah |
| Phobia appears in Titans Tower twisting the Titans' dreams into nightmares in order to paralyze them with their own worst fears. Robin is abandoned by his teammates and left to defend Jump City alone. Cyborg is stripped of his humanity by Fixit. Beast Boy is forever cut off from his friends in the Doom Patrol. Starfire is attacked by her sister, Blackfire and a group of Gordanians. Raven feels herself being taken over by Trigon's evil. Once all five Titans have been subdued, Phobia contacts the Brotherhood of Evil to report her success, but Silkie sets off an alarm to wake them up. Cyborg quickly updates his internal security programs to keep her from invading his mind again and dispatches her in short order, after which the Titans discuss the creation of a new Titans Tower, called North Tower, Cyborg's New Teen Titans training program, and the threat of Trigon is dismissed. At the end of the issue Cyborg receives an alert about Gizmo and the new Hive Five, the team then departs to the scene. This ending parallels the ending of the Teen Titans television series. Notes Chibis of many Titans and villains fill the margins of this issue making various knock-knock jokes and poses. The ending of the series is discussed on the letters page: "It really doesn't make sense to print an animated version of a comic book when the cartoon isn't being made." |                                                 | | |

## Apariciones de otros medios
Cartoon Network se ha confirmado desde 28 de enero de 2013, realiza una serie que dedica a "momentos fantástico" que relaciona esta historieta. Un spin-off basando de Los Jóvenes Titanes de la misma serie de 2003.
Siendo en Norteamérica se llama Teen Titans Go! que estrenó en el día 28 de abril de 2013 mientras en Cartoon Network en Latinoamérica se estrenó desde 2 de septiembre de 2013, la serie es llamado como ¡Los Jóvenes Titanes en Acción!.
La serie reciben críticas mixtas a positiva de esta serie.